# Нырья (село)
Нырья (тат. Нырья, Нырыя, удм. Ньӧрья) — село в Кукморском районе Республики Татарстан на реке Боец.
Административный центр Нырьинского сельского поселения.

## География
Расстояние до Кукмора 23 км.

## История
Нырья — одно из древних поселений удмуртов в Среднем Поволжье. Топоним Нырья происходит от удмуртского воршудно-родового имени. Многие члены этой воршудно-родовой группы под натиском тюркской колонизации Волго-Камья из Арской земли, с Нижнего Прикамья переселились в Малопургинский, Завьяловский, Селтинский районы современной Удмуртии. Судя по летописи 1710 г., в Нырье было 13 дворов.
Жители Нырьи в XIX веке состояли в разряде государственных (или казённых) крестьян, самостоятельно вели своё хозяйство и платили ежегодно в казну денежный оброк на каждую ревизскую душу — лицо, подлежащее податному обложению.
В 1869 году в Нырье построили церковь во имя чудотворцев и бессребреников Космы и Дамиана. После ввода в действие Козьмо-Демьянской церкви, 1 ноября 1871 года было открыто начальное народное училище.
До 1920 г. село входило в Ядыгерскую волость Мамадышского уезда Казанской губернии. С 1920 г. находилось в составе Мамадышского кантона ТАССР. С 10.08.1930 г. в Кукморском, с 01.02.1963 г. в Сабинском, с 12.01.1965 г. в Кукморском районах.

## Национальный состав
Национальный состав села — удмурты.

## Известные люди
В селе родился удмуртский писатель, революционер, большевик, участник Гражданской войны. Поэт, педагог и просветитель, первый переводчик «Интернационала» на удмуртский язык Максим Прокопьевич Прокопьев.

## Инфраструктура
- Средняя школа. В школе обучаются дети из села Нырья, деревень Старая Кня-Юмья, Верхний Кузмесь, Нижний Кузмесь, Сабанчино, Куркино, Иштуган, Балдыкня и Каенсар по реализуемым образовательным программам за счёт бюджетов субъектов Российской Федерации. Образование осуществляется на удмуртском, татарском и русском языках[5].
- Детский сад
- Нырьинский СДК
- Космодамианская церковь
- Отделение почты 422123
- Медицинский пункт
- Магазины